# Авиационные происшествия ЮТэйр (вертолёты)
Авиационные происшествия, произошедшие с вертолётами «ЮТэйр».

## Список
| Дата        | Воздушное судно   | Бортовой номер | Место                                                   | Погибли | Выжили | Описание | Примечания |
| ----------- | ----------------- | -------------- | ------------------------------------------------------- | ------- | ------ | --- | ---------- |
| 02.07.2008  | Ми-8              | 22599          | 340 км северо-восточнее Нижневартовска                  | 9       | 7      | При заходе на посадку потерпел крушение и сгорел. | [ 1 ]      |
| 05.07.2011  | Ми-8              | RA-22350       | между посёлками Непа и Преображенка                     | 2       | 14     | После приземления вертолёта на посадочную площадку в 9:10 по московскому времени колесо вертолёта провалилось в грунт. Экипаж пытался выровнять вертолёт, но воздушное судно продолжило заваливаться и легло набок. Причиной происшествия по результатам расследования МАК могло стать отсутствие в летном руководстве рекомендации по действиям при крене более 3° и тангаже более 5°, а также изменение центровки из-за перемещения груза и пассажиров или недостатки в организации разгрузки. | [ 2 ]      |
| 04.07.2012  | Eurocopter AS-350 |                | в 4 км от аэропорта Ленск (Якутия)                      | 0       | все    | Вертолёт совершил вынужденную посадку после столкновения с деревьями из-за нарушения высоты безопасного полета. Согласно отчёту МАК были выявлены в аэропорту проблемы со средствами радиотехнического обеспечения полетов и авиационной электросвязью. | [ 3 ]      |
| 09.03.2013  | Ми-8АМТ           | RA-22472       | Букаву                                                  | 4       | 0      | Вертолёт обнаружен в труднодоступной местности на высоте 2700 метров разрушенным и частично сгоревшим. Причины — сложные метеорологические условия и несоблюдение минимально допустимой высоты. | [ 4 ]      |
| 26.09. 2014 | Ми-8АМТ           |                | 3 км от аэродрома города Бентиу                         | 3       | 1      | Вертолёт предположительно был сбит огнём с земли. | [ 5 ]      |
| 04.08.2018  | Ми-8              | RA-25640       | 180 км от Игарки (Туруханский район, Красноярский край) | 18      | 0      | Вертолёт задел лопастями металлический трос впереди летевшего вертолёта с внешней грузовой подвеской, к которой была прикреплена металлическая конструкция. | [ 6 ]      |